# Balabanski Crag
Der Balabanski Crag (englisch; bulgarisch Балабански камък Balabanski kamak) ist ein 600 m hoher und felsiger Berg im Bigla Ridge an der Foyn-Küste des Grahamlands im Norden der Antarktischen Halbinsel. Er ragt 3,2 km nordöstlich des Mount Popov, 10,66 km südsüdwestlich des Balder Point und 7,5 km nördlich bis westlich des Spur Point auf. Das Cabinet Inlet liegt nordöstlich von ihm.
Britische Wissenschaftler kartierten ihn 1974. Die bulgarische Kommission für Antarktische Geographische Namen benannte ihn 2013 nach dem bulgarischen Physiker Dimitar Balabanski, der ab 1994 in mehreren Kampagnen auf der St.-Kliment-Ohridski-Station auf der Livingston-Insel tätig war.